# Lizay
Le Lizay est un spot de surf français situé en Charente-Maritime dans la commune de Les Portes-en-Ré. Il fait partie des Spots de surf de l’île de Ré.
La côte nord à l'ouest de l'Île de Ré, la pointe du Lizay, comporte sur cette plage trois spot de surf : Diamond Head, le petit Bec, le Lizay.